# Ellipodesmus simplex
Ellipodesmus simplex är en mångfotingart som beskrevs av Chamberlin 1918. Ellipodesmus simplex ingår i släktet Ellipodesmus och familjen Chelodesmidae. Inga underarter finns listade i Catalogue of Life.